# Fallibilisme
Fallibilisme (van het middeleeuws Latijnse woord fallibilis, feilbaar) is een filosofisch principe dat stelt dat mensen fout kunnen zijn over hun overtuigingen, verwachtingen of het verstaan van de wereld. Dit betekent concreet dat een aanhanger van dit principe openstaat voor nieuw bewijs dat een voormalig aangehangen idee zou verwerpen of tegenspreken en de erkenning dat "elke bewering die vandaag gerechtvaardigd is, kan eventueel worden herzien of teruggetrokken door het bovenkomen van nieuwe bewijzen, nieuwe argumenten of nieuwe ervaringen." Volgens de filosoof Thomas Kuhn is dit een vanzelfsprekend principe in de natuurwetenschappen.
Een andere mogelijke betekenis van fallibilisme is "de mate waarin onze interpretaties, waardeoordelen, onze praktijken en tradities tijdelijk worden geïndexeerd" en onderworpen aan (mogelijk arbitraire) historische flux en verandering. Zo'n "time-responsive" fallibilisme bestaat uit een openheid voor een bevestiging van een mogelijkheid waarop men anticipeert of die men verwacht in de toekomst."
Sommige "fallibilisten" stellen dat absolute zekerheid omtrent kennis onmogelijk is. Deze overtuiging wordt vaak geassocieerd met de Amerikaanse filosofen Charles Sanders Peirce, John Dewey en andere pragmatisten, die dit principe gebruiken in hun aanvallen op foundationalisme. Het pragmatisme is echter niet de eerste die deze positie aanhangen, het is al aanwezig in de gedachtegangen van filosofen uit de oudheid die aanhangers waren van het scepticisme, met name de filosoof Pyrrho. Het pyrronistisch scepticisme is gerelateerd aan het fallibilisme in de zin dat er soms aan hen gerefereerd wordt als "fallibilisten", maar ook de moderne fallibilisten worden weleens pyrrhonisten genoemd.
Het verschil met scepticisme is wel dat fallibilisme niet inhoudt dat men de zoektocht naar kennis moet opgeven. Het is daarentegen louter een erkenning van de mogelijkheid dat onze empirische kennis kan herzien worden door verdere observaties. Elk ding dat wij aannemen voor waar kan eventueel aan het licht komen als iets dat foutief is. Sommige fallibilisten maken wel een uitzondering voor kennis die axiomatisch waarheden kent, zoals wiskunde en logica.
Een andere filosoof gerelateerd aan het fallibilisme is de Oostenrijks-Britse filosoof Karl Popper, die zijn kenleer, kritisch rationalisme gebouwd heeft op fallibilistische vooronderstellingen. Daarnaast is het ook wel gebruikt door Willard Van Orman Quine die het gebruikte in o.a. een aanval op de distinctie tussen analytische en synthetische uitspraken. Dit is wel niet noodzakelijk zo, sommige fallibilisten gaan verder. De kritische rationalist Hans Albert bijvoorbeeld stelt dat het onmogelijk is om enige waarheid met volledige zekerheid te bewijzen, zelfs logische en wiskundige. Dit argument is gekend onder de term "Münchhausen Trilemma".

## Moreel fallibilisme
Moreel fallibilisme is een specifieke deelgroep van het bredere epistemologisch fallibilisme, zoals hierboven vermeld. Het moreel fallibilisme houdt in het traditioneel debat tussen moreel subjectivisme en moreel objectivisme een derde positie voor mogelijk: dat er misschien wel zekere en objectief ware morele principes zijn, maar dat deze niet op een zekere manier door de mensen gekend kunnen worden. Het voordeel van deze positie tegenover het subjectivisme is dat men niet hoeft te stellen dat morele oordelen van louter subjectieve meningen afhangen en anderzijds ook niet hoeft te vervallen in een soort dogmatisme over zekere morele principes. Filosofen die met deze positie in verband worden gebracht zijn Isaiah Berlin en Bernard Williams en Jürgen Habermas zie het artikel over diens Discoursethiek.

## Kritiek
Sommigen suggereren dat het epistemologisch fallibilisme vervalt in een contradictie: ze stelt dat zekere kennis niet bestaat, maar desondanks postuleert ze als zeker dat er geen zekerheid is.
Karl Popper stelt de volgende oplossing voor: men moet deze uitspraak voor voorwaardelijk waar aannemen totdat er een andere uitspraak wordt gegeven die, na het overleven van een kritische discussie, wordt aangenomen als zeker. Het accepteren van deze uitspraak zou dan genoeg zijn om het fallibilisme te weerleggen. Op deze manier is het dus geen absolute zekerheid dat het fallibilisme waar is, en aldus geen contradictie.